# Distretto di Kaoma
Il distretto di Kaoma è un distretto dello Zambia, parte della Provincia Occidentale.
Il distretto comprende 22 ward:
- Kanabilumbu
- Kapili
- Lalafuta
- Litoya
- Longe
- Luambuwa
- Luampa
- Lui
- Mangango
- Mbanyutu
- Mulamatila
- Mulwa
- Mushwala
- Naliele
- Namafulo
- Namando
- Namilangi
- Nkenga
- Nkeyema
- Nyambi
- Shikombwe
- Shitwa